# La Soledad, Moctezuma
La Soledad är en ort i Mexiko.   Den ligger i kommunen Moctezuma och delstaten San Luis Potosí, i den centrala delen av landet, 400 km nordväst om huvudstaden Mexico City. La Soledad ligger 1 900 meter över havet och antalet invånare är 105.
Terrängen runt La Soledad är huvudsakligen kuperad, men den allra närmaste omgivningen är platt. Runt La Soledad är det tätbefolkat, med 591 invånare per kvadratkilometer. Närmaste större samhälle är El Cúcamo, 1,6 km sydväst om La Soledad. Omgivningarna runt La Soledad är i huvudsak ett öppet busklandskap.